# Megalograptus
Genre
Megalograptus est un genre fossile d'arthropodes chélicérates, des prédateurs marins, aussi appelés euryptérides et plus connus sous le nom de « scorpions de mer ». 
Les différentes espèces de Megalograptus ont vécu à la fin de l'Ordovicien supérieur entre -449 et -443 millions d'années environ.

## Présentation
Ce genre appartient à la famille des Megalograptidae et réunit cinq espèces, quatre découvertes en Ohio (M. ohioensis, M. shideleri, M. welchi et M. williamsae) et une en Virginie (M. alveolatus).

## Classification
Le genre Megalograptus est décrit par Miller (d) en 1874,

### Étymologie
« Megalograptus », mot grec, se traduit par « grande écriture » ou « grand graptolite » ; ce nom générique vient de ce que les premiers restes fossiles de ce genre à avoir été retrouvés étaient ses pattes épineuses, que l’on a confondues avec des graptolites massifs.

## Description

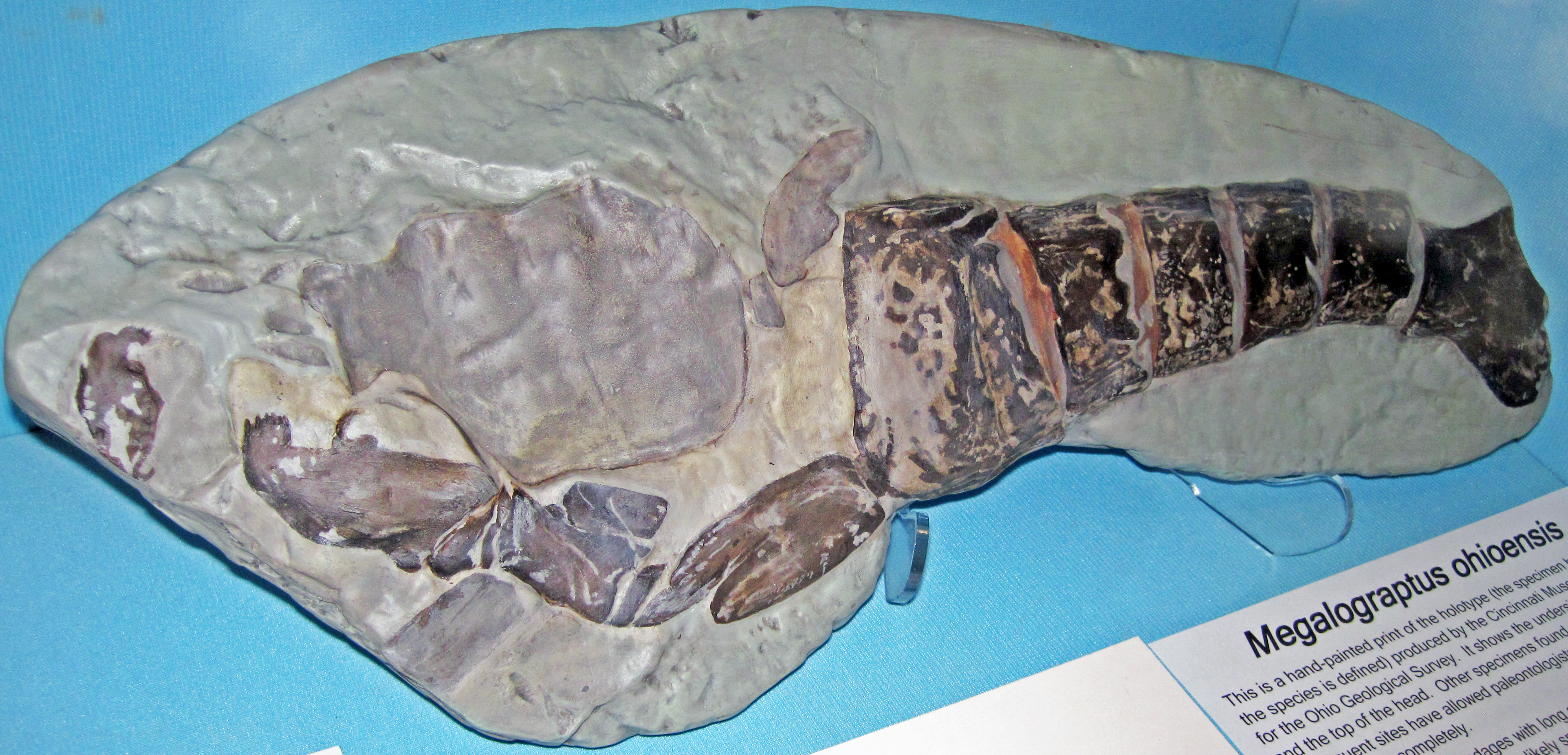
Moulage du fossile de Megalograptus ohioensis.

Megalograptus était relativement grand pour un prédateur ordovicien. Le plus grand spécimen connu, de l'espèce Megalograptus ohioensis, mesure 78 cm de long. 
Mis à part sa taille relativement grande, Megalograptus présente également l'intérêt d'être l'un des plus anciens euryptérides que nous connaissions par des traces fossiles.

## Liste d'espèces
Selon Paleobiology Database (20 mars 2021) :
- † Megalograptus alveolatus Shuler, 1915
- † Megalograptus ohioensis Caster & Kjellesvig-Waering, 1955
- † Megalograptus shideleri Caster & Kjellesvig-Waering, 1964
- † Megalograptus welchi Miller, 1874 - espèce type
- † Megalograptus williamsae Caster & Kjellesvig-Waering, 1964

## Publication originale
- [S. A. Miller 1874] (en) S. A. Miller, « Notes and descriptions of Cincinnatian group fossils », Cincinnati quarterly journal of science, Cincinnati, Inconnu, vol. 1,‎ 1874, p. 343-351 (OCLC 1554731, lire en ligne). .